# 王临乙
王临乙（1908年—1997年），号黎然，男，上海人，中国雕塑家、美术教育家，曾任中央美术学院教授、雕塑系主任。

## 家庭
妻子王合内。